# ブシャール4世・ダヴェーヌ
ブシャール4世・ダヴェーヌ（フランス語：Bouchard IV d'Avesnes, 1182年 - 1244年）は、アヴェーヌおよびエトルーント（英語）の領主。ジャック1世・ダヴェーヌとアデル・ド・ギーズの息子で、ブロワ伯ゴーティエ2世の弟。

## 生涯
ブシャールは最初はランの教会においてカントルおよび副助祭をつとめた。1212年、ブシャールはエノーの代官（バイイ）に任命された。この立場により、ブシャールはフランドル女伯・エノー女伯ジャンヌの妹マルグリットの家庭教師と後見人をつとめた。1212年にブシャールはマルグリットと結婚したが、マルグリットはまだ10歳であったため、結婚を完遂することはできなかった。女伯ジャンヌおよびその夫フェランはどちらもこの結婚に同意を与えておらず、2人はこの結婚を阻止しようとしたが失敗に終わった。
ブシャールは好戦的な生涯を送った。まず、父からの遺産の大半を継承した兄ゴーティエの領地に攻め入った。次にフランドルに攻め入り、女伯ジャンヌとフェランにマルグリットとの結婚を認めさせた。1214年、ブーヴィーヌの戦いにおいて（敗北した）フランドル側について戦った。ブーヴィーヌの戦いで勝利したフランス王フィリップ2世は、ブシャールとマルグリットの結婚は無効であると宣言するようローマ教皇インノケンティウス3世に助言した。インノケンティウス3世は結局、1216年1月19日にブシャールを破門した。ブシャールとマルグリットはルクセンブルクに亡命した。1219年、ブシャールは戦いのさなかに捕らえられ、ヘントに2年間幽閉された。ブシャールが解放されるために、マルグリットは結婚の解消を受け入れ、ブシャールは教皇のためにイタリアに向けて出発することとなった。ブシャールは帰還した後、ジャンヌの命により斬首された。

## 子女
マルグリットとの間に3男をもうけた。息子たちはフランドル継承戦争において重要な役割を果たした。
- ボードゥアン（1217年 - 1219年） - 両親と共にルクセンブルクに亡命した
- ジャン1世（1218年 - 1257年） - エノー伯
- ボードゥアン（1219年 - 1295年） - ボーモン領主